# Stèle de Kervadol
La stèle de Kervadol, dite aussi Pierre aux quatre Dieux de Kervadol, est une stèle gauloise de l'Âge du fer réemployée à l'époque romaine. Elle est aujourd'hui exposée au Musée départemental breton, à Quimper, dans le Finistère, en France.

## Localisation
La stèle est exposée depuis 1951 au Musée départemental breton de Quimper, dans le Finistère, dans la salle de la Préhistoire et de la Protohistoire.

## Intérêt
Dès sa découverte en 1878, Paul du Châtellier écrit : « Tout me donnait à penser que je venais de découvrir un monument fort important, ».
En 1911, l'archéologue Émile Espérandieu fait figurer cette stèle accompagnée de trois photographies dans le volume IV de son Recueil général des bas-reliefs, statues et bustes de la Gaule romaine.
Pour l'historien Pierre-Jean Berrou, « la découverte la plus spectaculaire fut celle de la « stèle de Kervadol », dite aussi « pierre aux quatre dieux », aujourd'hui au musée départemental breton de Quimper. Une stèle gauloise de trois mètres de haut, romanisée par la sculpture de quatre tableaux en bas-relief représentant les divinités gallo-romaines Jupiter, Mars, Mercure et probablement Apollon. Une découverte exceptionnelle pour l'étude de la religion rurale gallo-romaine qui a remplacé ou intégré le culte gaulois des sources, fontaines miraculeuse, etc. »
L'universitaire Jean-Yves Veillard indique que la stèle de Kervadol est considérée comme l'un des monuments finistériens « les plus importants pour la connaissance de la religion de l'Armorique gallo-romaine. Elle est sans doute, de par sa forme, unique dans l'ensemble du monde romain. »

## Historique

### Découverte de la stèle en 1878
Cette stèle est découverte par le préhistorien Paul du Châtellier en 1878, à proximité du village de Kervadol et à environ 100 m des dolmens de Kervadol, sur le territoire de la commune de Plobannalec (aujourd'hui Plobannalec-Lesconil) : 

« En exploitant la vaste nécropole de Lesconil, [...] on me dit qu'au village de Kervadel (sic), à un kilomètre au sud de Plobannalec, à droite de la route conduisant de ce bourg à Lesconil, était enfouie au milieu d'une pièce de terre en semence et sous orge, une pierre contre laquelle se heurtait la charrue à chaque labour. Le propriétaire de ce champ avait engagé son fermier - carrier par occasion - à la faire éclater à l'aide d'un coup de mine afin d'en débarrasser sa terre.
Curieux de savoir ce que pouvait être cette roche, je me rendis à Kervadel, et ayant obtenu l'autorisation de couper les récoltes qui couvraient cette partie du champ, je la découvris et vis à sa surface quelques figures sculptées. Quoique ne sachant encore qu'imparfaitement ce qu'était cette pierre, je me rendis aussitôt près du propriétaire, de qui je l'achetai, et, après avoir indemnisé le locataire du terrain, je me mis à la dégager complètement des terres environnantes. »

— Paul du Châtellier,.

### Déplacement

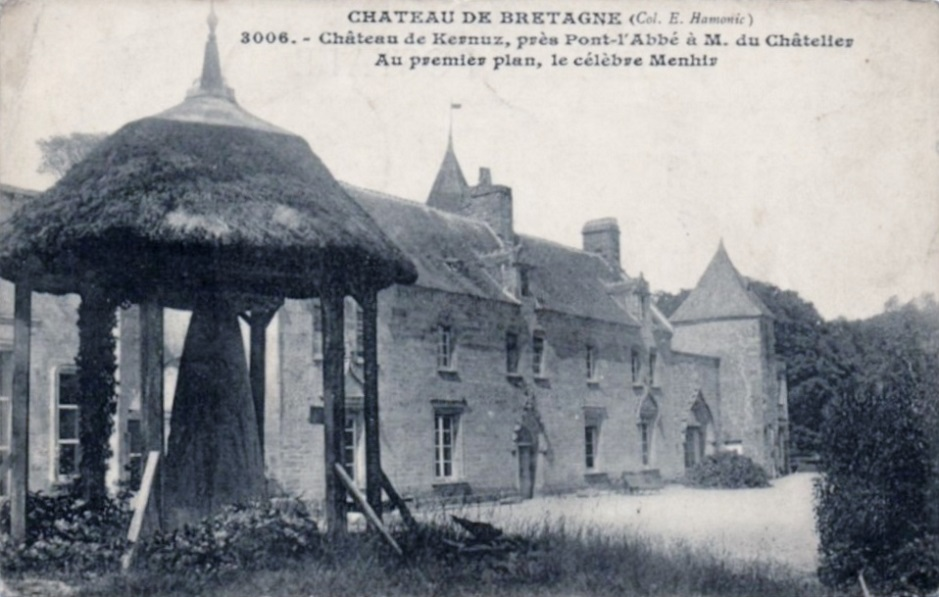
Le menhir-autel au château de Kernuz

Pour préserver la stèle de la destruction, Paul du Châtellier la fait transporter dans son château de Kernuz, en Pont-l'Abbé : « Mais je voyais aussi qu'à l'aide de moyens ordinaires je serais impuissant à sortir ce curieux monolithe de la fosse où il gisait renversé. Je me rendis près d'un de mes amis, propriétaire d'une grande usine qui vint avec moi sur les lieux. Prenant immédiatement nos dispositions, nous revenons sur place avec le matériel nécessaire pour extraire de sa fosse ce monolithe qui ne pèse pas moins de 4 500 kg, et c'est grâce à son inépuisable obligeance que j'ai pu faire arriver ce précieux menhir jusqu'au château de Kernuz, où il est aujourd'hui dressé et où tout le monde peut le voir. »
Une photographie de 1910 environ montre cette stèle installée devant le château de Kernuz et protégée sous une espèce de tonnelle couverte en chaume. Cette carte postale présente la stèle comme un menhir-autel. Les appellations menhir de Kernuz et stèle de Kervedol sont aujourd'hui reconnues erronées.

### Statut juridique et protection
La collection du Châtellier est acquise par le Musée d'Archéologie nationale en novembre 1924, et transportée au musée de Saint-Germain-en-Laye au début de l'année suivante,. Cette acquisition suscite une vive émotion dans les milieux culturels bretons, notamment au sein de la jeune Société d'histoire et d'archéologie de Bretagne, fondée en 1920 et qui émet le vœu que soit conservée dans la région la plupart de la collection. « Il nous a été promis que le menhir sculpté de Kervadel [...] [serait] confié au musée de Quimper. »
Le musée indique que cette stèle y est exposée depuis 1951.

## Description

### Aspect général
La stèle présente une forme tronconique. Elle pèse 4,5 tonnes et est haute de 2,85 m. Elle a un diamètre de 1,20 m à la base et de 0,40 m au sommet. Ce sommet présente une petite cavité de 7 × 5 cm, à la fonction ignorée. L'hypothèse de l'encastrement d'une croix au moment de la christianisation de l'Armorique, comme cela est fréquent pour les stèles de la région, est évoquée.

« Cette pierre avait la forme d'un cône tronqué de 3 m de haut, ayant une base circulaire de 1,20 m de diamètre et se terminant au sommet par une coupe également circulaire de 40 cm de diamètre ; elle était couverte, sur tout son pourtour, de figures sculptées en relief, à partir de 25 cm au-dessus de sa base, et que ces figures avaient en moyenne 1,35 m de haut. »

— Paul du Châtellier, inventeur de la stèle, 1878

### Composition
Cette stèle est constituée de leucogranite, dans un bloc homogène, roche qui affleure à l'endroit de sa découverte. Le grain est moyen et les cristaux de quartz et de feldspath atteignent 5 cm. Ce matériau subit une érosion granuleuse au contact des vents humides tels qu'on peut en rencontrer dans cet endroit.

### Datation
En lien avec les connaissances scientifiques de la fin du XIXe siècle, du Châtellier qualifie sa trouvaille de menhir, même s'il indique qu'il est taillé et « de forme essentiellement gauloise ». Ce nom évoque donc le Néolithique, entre environ 4500 et 2200 av. J.-C. en France.
Or, depuis les années 1950, cette référence est abandonnée et « tous les spécialistes qui se sont intéressés à la pierre de Kervadol admettent qu'il s'agit d'une stèle du second âge du fer retravaillée à l'époque romaine », par exemple Louis Pape ou Pierre-Roland Giot. Cela nous renvoie à une période plus récente, entre 450 et 25 av. J.-C. pour le second âge de fer, et le Haut-Empire romain, soit les trois premiers siècles de l'ère chrétienne pour l'époque romaine.

### Les modifications de l'époque romaine

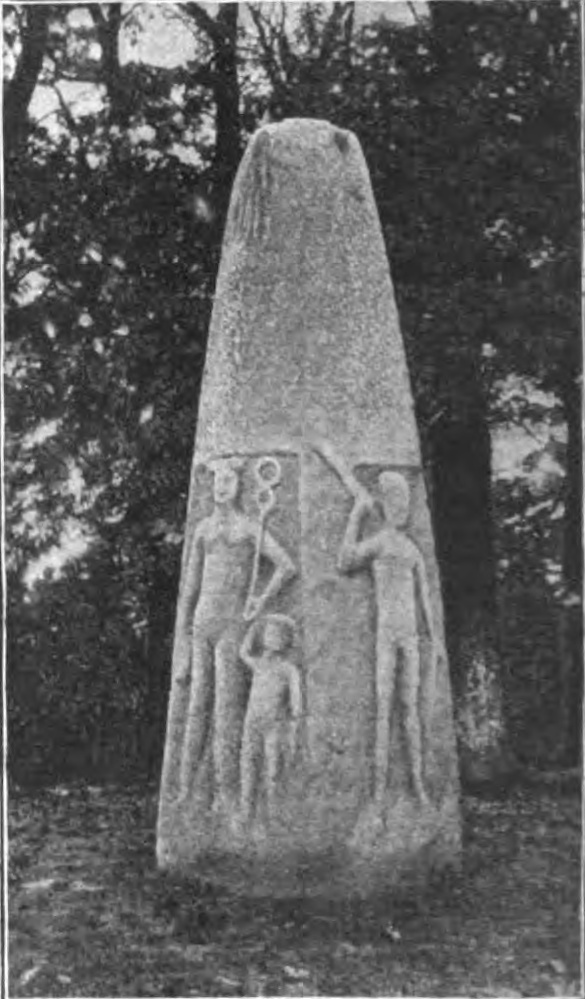
Mercure et un petit personnage ; Hercule

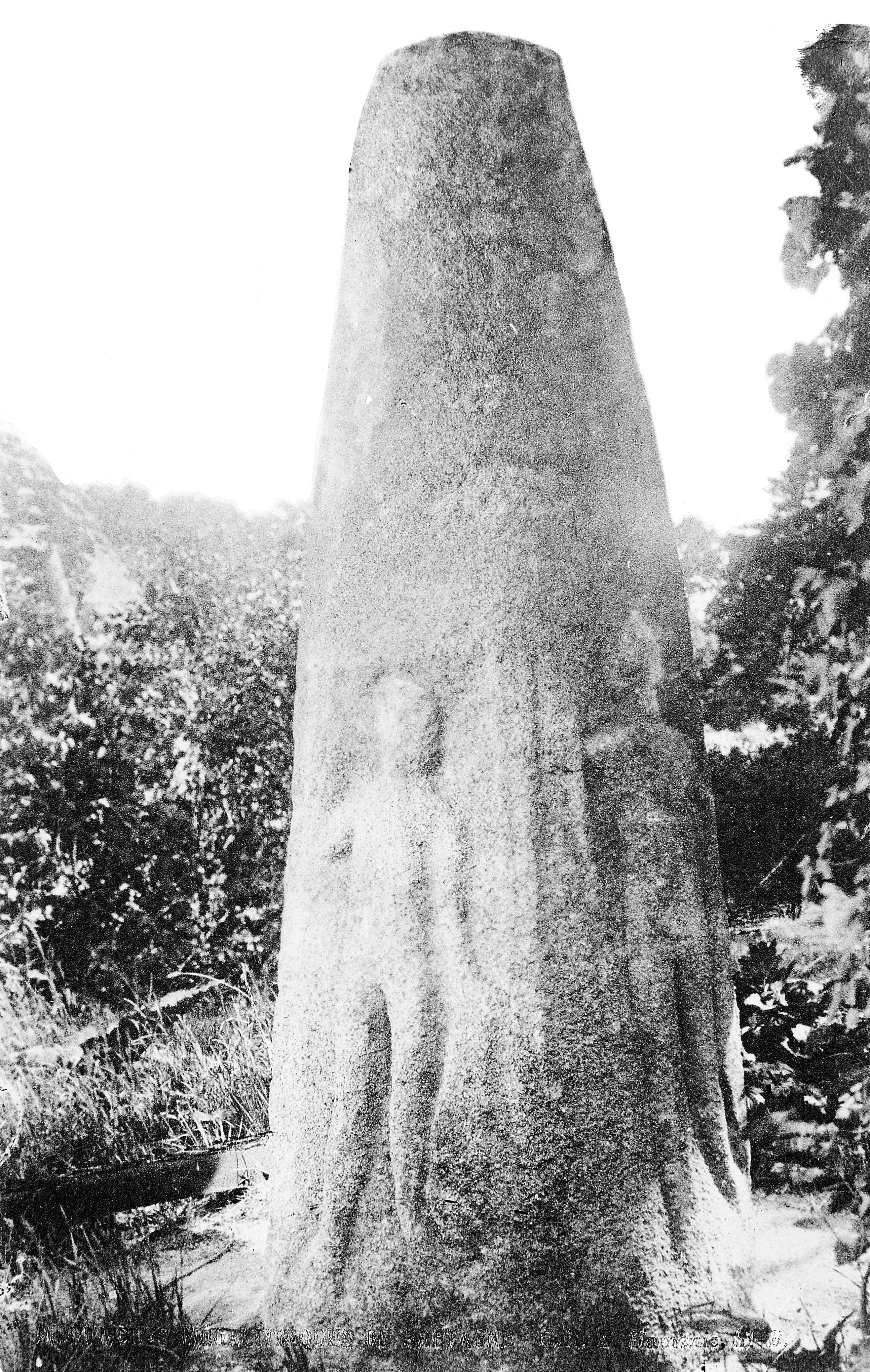
Figure de Mars sculptée sur la stèle

La stèle de Kervadol présente, sur quatre panneaux, six personnages en bas-relief, dont l'identification prête à discussion, en raison de l'ingratitude du matériau, des maladresses du sculpteur, mais aussi de l'exposition de la stèle aux intempéries et à la charrue, comme l'indique du Châtellier en 1878.
Les descriptions des personnages viennent de Jean-Yves Eveillard.

#### Mercure
Le panneau présente deux personnages, un grand et un petit ; le grand, représenté nu, est identifiable à Mercure, dieu romain du commerce, grâce à son caducée qu'il tient de sa main gauche, appuyé contre son épaule. Son bras droit pend le long du corps, et tient quelque chose qui semble être une bourse, second attribut de Mercure. Le petit personnage qui se tient à sa gauche est plus petit (78 cm contre 1,35 m pour Mercure) chevelu et entièrement nu. Il est très difficile à identifier.

#### Hercule
Hercule est représenté de trois quarts, en action, entièrement nu ; de son bras droit replié derrière la tête, il manie un objet qui paraît être une massue. Son bras gauche tient, en pendant jusqu'au pied, une draperie plissée, ce qui pourrait être la peau du lion de Némée, attribut qui montre que nous avons bien affaire à Hercule.

#### Apollon et Hygie-Sirona
Le panneau le plus usé présente deux personnages, un personnage masculin avec un animal près de sa jambe gauche, à droite d'un personnage féminin drapé. Leur identification est incertaine. Ce que l'on peut dire, c'est que le bras droit du personnage masculin remonte jusqu'à la hauteur de l'épaule de sa compagne. Il masque partiellement sa compagne et saisit par le milieu un objet longiforme. Il s'agit probablement du carquois d'Apollon, porté en bandoulière, d'où le dieu extrait une flèche. Son bras gauche tombe le long du corps jusqu'à la tête de l'animal. Cet animal est probablement un griffon car dans l'entrejambe du personnage on distingue l'aile relevée du griffon, comme c'est l'habitude, qui passe derrière la cuisse de son maître. Nous avons donc affaire à un Apollon archer, dieu grec très vite adopté par le monde romain sans en changer le nom.
Le personnage féminin à gauche d'Apollon est plus difficile à identifier. Il est au second plan et vêtu d'un grand manteau qui lui recouvre la tête et retombe en plis sur le devant du corps. En dessous, les plis verticaux d'une tunique descendent jusqu'au pied. il est séparé d'Apollon par un gros bâton sur lequel des protubérances espacées régulièrement évoquent un serpent enroulé autour. Cela permet vraisemblablement de reconnaître la déesse de la santé Hygie, qui est ici représentée avec l'attribut de son père Esculape. Hygie, assimilée en Gaule à Sirona, est invariablement la parèdre d'Apollon, justement présent à ses côtés.

#### Mars
Ce personnage masculin est entièrement nu, porte une coiffure plutôt plate que l'on distingue mal et d'où pend sur la droite un panache caractéristique ressemblant à une grande plume qui se redresse. Le bras droit s'appuie sur une lance dont la pointe à la grosseur disproportionnée est dirigée vers le sol. Le bras gauche repose sur un bouclier ovale dont une moitié est représentée. Il s'agit des attributs du dieu Mars, dieu romain de la guerre et père de Romulus, créateur légendaire de Rome.

## Interprétation
La présence de cette stèle à Plobannalec ne cesse d'interpeler, puisque le chef des dieux du panthéon romain, Jupiter, n'y est pas représenté. Pourtant, à proximité du lieu de sa découverte ont été également mises au jour des haches en pierre polie, telles des offrandes que les Romains faisaient à un endroit qui avait été frappé par la foudre (attribut de Jupiter). Ainsi, pour Jean-Yves Eveillard, « le dépôt de haches néolithiques de Kervadol signifierait que le lieu était consacré à Jupiter [...] Il n'est pas concevable que celui qui occupe la première place dans le panthéon gallo-romain fût oublié. Sous quelle forme le dieu était-il représenté ? Celle du cavalier à l'anguipède (créature gauloise symbolisant les forces du mal, comme la foudre) ou celle du dieu trônant, ou bien encore en pied ? ».
Les recherches les plus récentes sur cette stèle de Kervadol conduisent donc à avancer qu'elle serait le reste d'un ensemble cultuel plus vaste sur lequel nous n'en savons pas davantage. Apparait néanmoins ici la volonté du clergé de romaniser un culte gaulois, comme le montre Apollon associé à la déesse gauloise Sirona.